# Alphonse Nzoungou
Alphonse Nzoungou (1938 - 7 de septiembre de 2012) fue un político congoleño que fue Presidente de la Comisión Nacional de Lucha contra la Corrupción de 2007 hasta 2012. Anteriormente se desempeñó en el gobierno de Congo-Brazzaville como ministro de Justicia desde 1989 a 1991 y como ministro del Interior en 1992.
Nzoungou fue miembro del grupo étnico kongo y nativo de Boko, ubicado en el Departamento de Pool. A partir de 1973, trabajó en el Ministerio de Trabajo y Justicia como Administrador de Servicios de Trabajo, así como Asesor Técnico y Jefe del Departamento de Planificación. Fue nombrado por primera vez al gobierno como ministro de Justicia, encargado de la Reforma Administrativa, el 13 de agosto de 1989. Por lo que Nzoungou fue miembro del Comité Central del Partido del Trabajo del Congo (PCT). En medio de la introducción de la política multipartidista, él se mantiene como ministro de Justicia en el gobierno designado el 14 de enero de 1991.
Nzoungou permaneció en su cargo como Presidente de la Comisión Nacional de Lucha contra la Corrupción, hasta que murió en París el 7 de septiembre de 2012, a los 74 años de edad.